# Можайский кремль
Можа́йский кре́мль — не сохранившаяся белокаменная (до XVI века — деревянная) крепость в городе Можайске, важный западный форпост Русского государства.
На данный момент от кремля остались земляные оборонительные валы, сохранившие фрагменты белокаменных башен и разновременных стен, и целые крепостные ворота с 11 метрами крепостной стены, встроенные в Ново-Никольский собор.
Именно здесь была основана княжеская крепость, давшая начало городу Можайску. В настоящее время является культурно-историческим центром города. Расположен на Соборной горе вдоль реки Можайки.

## История

### Древность
Археологические раскопки выявили на Никольской горе находки, датированные ещё 4-3 тысячелетием до нашей эры. 
Нынешняя Соборная гора, если убрать с неё весь культурный слой, представляет собой два разных холма, которые возникли вследствие крупного оползня, произошедшего в 9-8 тысячелетии до н. э. Летописный ойконим «можае», который изначально произошёл от одноимённого гидронима, относится к раннему железному веку и имеет балтское происхождение.
На территории кремля находится «Городище Можайское» — типичное дьяковское городище железного века (VII в. до н. э. — V в. н. э.), вокруг которого нет никаких скоплений древнерусских памятников.

### XI—XII век. Основание княжеского двора
Обитатели глухих москворецких лесов, находившихся на границе Смоленской, Черниговской и Ростовской земли, были почти не затронуты политическими, экономически и духовными процессами Киевской Руси. Ещё в первой половине XI века здесь царила языческая старина, привлекавшая всех, кто бежал от христианизации. Постепенно в этих местах сложился непокорный, подвижный и вооружённый народ, известный как москворецкие вятичи. Они не знали городов, не строили крепостей. Лес служил им и домом и крепостью. Все изменилось после 1073 года, когда сыновья Ярослава Мудрого начали борьбу за киевский престол.
В 1097 году состоял Любечский съезд, по которому Мономаху доставалась вотчина отца — Переяславское княжество и признавались территориальные потери Чернигова, Смоленска и Ростова. Черниговская земля после Любеча оказалась между Переяславским, Смоленским и Ростово-Суздальским княжеством. И если принадлежность Владимиру Переяславля защищалась отчинным правом, то отсутствие общей устойчивой границы между спорными северными территориями могло привести к утрате контроля над Смоленском и Ростовом.
В конце X — начале XI века из Ростова в Смоленск был только один путь — через Волгу в Днепр, в обход лесной страны вятичей. Положение с дорогами изменилось после походов Мономаха «сквозе вятичи», и несмотря на то, что покорить окончательно вятичей не удалось, был проторён второй путь в обход них, теперь уже с юга. В 1097 году с потерей Черниговского и Муромо-Рязанского княжеств, Владимир Мономах лишается южного пути из Смоленска в Ростов. А северный путь по Волге был всё так же не надёжен, поскольку выходил за пределы Ростовской земли. В этих условиях оставалось одно — снова торить путь «сквозе вятичи», теперь уже по Москве-реке. Однако в этот раз у Мономаха на покорение вятичей не было ни сил, ни времени. Поэтому единственным политическим средством был «ряд» — договор между князем и вятичами. Попытки достижения согласия с ними осуществлялись как со стороны Смоленского княжества, так и со стороны Ростовского. Хронологические рамки этих переговоров — с 1097 по 1113 год. Именно в этот период был основан город Владимир Залесский (1108 г.), а также, следуя этой гипотезе, ещё две крепости, одна из которых стала впоследствии Москвой, а другая Можайском.
Древние городища раннего железного века, носившие в то время скорее сакральные и представительские функции, нежели жилые или фортификационные могли служить местом фиксации разных межобщинных договоров. В результате заключения договора князь имел право установить на такой территории особый знак, «знамянье», или получить часть сакральной территории, «место», для размещения своего представительства. Так, в период между 1097 и 1113 годом на высоком оползневом холме в излучине реки Можайки при впадении в неё Петровского ручья, рядом с одним или двумя древними городищами был построен укреплённый княжеский двор и православная церковь, что и положило начало городу Можайску. Из четырёх существовавших в округе центров ни Тушков городок, ни Троицкое городище и ни Долгининское, а именно гора в излучине Можайки больше всего была пригодна для контроля нового пути «сквозе вятичи». Ведь от верховьев реки Можайки не более 1500 метров до истоков реки Мжут, которая впадает в реку Протву, впадающую в Оку. Этот речной путь представляет собой кратчайшую дорогу из недружественного Черниговского княжества к верховьям Москвы-реки. Кроме того, в долине Протвы обитало ещё непокорённое балтское племя голядь.
По другой теории, Можайск обязан своим появлением древнему волоку, одному из вариантов пути из варяг в греки. Именно в районе Можайске находится самый узкий участок водораздела рек Протвы и Москвы.

### XII век. От княжьего двора к погосту
После 1113 года ничто уже не угрожало путям, соединяющим Смоленское и Ростово-Суздальское княжества. Первый укреплённый детинец на Соборной горе существовал уже в XII веке, в районе Ново-Никольского собора. Укрепления были аналогичны ранним укреплениям Москвы. Они представляли собой древесно-гумусную насыпь, структурированную бревенчатыми дубовыми конструкциями, и покрытую слоем глины. Облицовка вала представляла собой «хаковую» конструкцию: горизонтально уложенные брёвна удерживались при помощи деревянных балок с крюками. Балки были впущены в вал и удерживались там при помощи свай. Фрагмент такой конструкции, характерной для фортификации XI—XII вв., был найден археологами внутри Ново-Никольского собора в 2006 году. Полной аналогией данной находки является конструкция вала, обнаруженная в 1959 г. в Московском кремле. Этот факт укрепляет гипотезу о единой программе градостроительства на пути «сквозе вятичи», в рамках которой были основаны Москва и Можайск. По верху вала была устроена деревянная стена, составленная из срубов. Башен на стенах для крепостей этого времени не предусматривалось.
К востоку от крепости находился посад XII века, к северу от посада было небольшое православное кладбище. Въезд в крепость был устроен в виде захаба и снабжён проездной воротной башней, в которой, вероятно, находилась первая церковь. Ранний въезд в крепость располагался на месте Петропавловского храма. Существование церкви подтверждено находками византийских амфор для вина и масла.
К концу 1130-х гг. функция поселения меняется от княжеской усадьбы-«места» к погосту, игравшему важную роль в процессе феодализации, окняжения и христианизации местного населения. Помимо постоянного гарнизона и воеводы здесь появляется население, обслуживающее процесс сбора налога (податей), а также периодически вершился княжеский суд. К востоку от крепости продолжал существовать небольшой неукреплённый посад. Часть прилегающих с севера пологих склонов холма стали распахивать. В одной из балок было устроено глинище для местных гончаров.

### XIII — начало XVI века. Деревянный детинец
Можайск впервые упоминается в летописях (начиная с Московско-Академической летописи и включая ряд позднейших летописей, в том числе Новгородскую IV, Воскресенскую и Никоновскую летописи) в 1231 году. В том году крепость безуспешно пытался захватить переславский князь князь Ярослав в ходе междоусобного конфликта с черниговским великим князем Михаилом. Но это упоминание является спорным, поскольку в ряде летописей (в том числе в Новгородской I летописи младшего извода) в том же известии упоминается не Можайск, а Мосальск (в настоящее время — районный центр Калужской области). Историк А. К. Зайцев, посвятивший этому вопросу специальное исследование(dagistan), указывает, что Мосальск упоминается в более древних рукописях летописей, включающих данное известие, чем Можайск. Кроме того, Мосальск оказывается ближе к другим населённым пунктам, упомянутым при описании маршрута данного похода Ярослава. Поэтому А. К. Зайцев предполагает позднейшее искажение текста, заменившее Мосальск на Можайск.
В 1237—1238 годах произошло первое монгольское нашествие на Русь под предводительством Батыя. Однако(belike) можайский удел Смоленского княжества волею судьбы избежал не только татарского разгрома, но и литовских набегов на Смоленск.
В первой половине XIII века посад исчезает, а его место занимает расширявшееся православное кладбище.
Во второй половине XIII века вал лишился «хаковой» облицовки, был досыпан и расширен без изменения трассы самого укрепления.
В 1277 году в летописях бесспорно упоминается «град Можаеск» как один из городов Смоленского княжества. Причём Можайск упомянут как город, ещё до 1277 года выделенный братьями в удел Фёдору Ростиславичу Чёрному. До этого упоминания летописи «не замечают» Можайск, связано это было с тем, что укреплённый княжеский двор с небольшой крепостью можно было с большой натяжкой назвать городом. Полноценные посады вокруг княжьей(Негры) крепости появляются во второй половине XIII века, что не противоречит летописи. С этого времени Можайск и становится настоящим городом.
В 1293 году крепость сжёг хан Дюдень.
В 1303 году, после захвата крепости московским князем Юрием Даниловичем, город вошёл в состав Великого княжества Московского. В 1341 и 1370 годах крепость выдержала осаду литовского князя Ольгерда, а в 1382 году разорена Тохтамышем.

Земляной оборонительный вал, дошедший до нас, был насыпан не ранее XIV века.
В XIV веке на территории детинца было построено одно из первых каменных зданий — Никольский собор (позднее Старо-Никольский). По виду он напоминал Успенский собор конца XIV века на Звенигородском городке. Вероятно, их строила одна артель мастеров. В это же время неизвестным автором была выполнена из дерева статуя Николы Можайского, которая позднее стояла на Никольских воротах, а затем была перенесена в надвратную церковь.
В конце XV века из «мячковского» камня были построены Никольские ворота с церковью Воздвижения на них (позднее Ново-Никольский собор был построен на месте ворот). По версии Т. Г. Горбачевской, башня построена в 1541 году (дата взята из записи на стене Петропавловского храма, сообщающей, что «лета 7049-го делали паперть, да и город делали тогож лета пожгле я»). По версии Г. Я. Мокеева, она была построена в 1470 году во время правления Юрия Васильевича, князя дмитровского и можайского. Однако известно, что за короткий промежуток правления (1462—1473), Юрий Дмитровский даже в своей столице Дмитрове не построил ни одной каменной церкви, не говоря уже о других городах. Также маловероятно, что церковь построена в 1541 году, так как в середине XVI столетия белокаменное строительство на Руси уже практически не велось и было заменено кирпичным. Наиболее вероятна версия А. Г. Савина, по которой ворота и церковь относятся к числу построенных во время правления князя угличского и можайского Андрея Васильевича Большого в 1481—1493 гг. На подвластных ему землях он развёртывает обширное каменное строительство, что прямо указывает на его особый интерес к архитектуре. С. А. Шаров-Делоне и И. И. Кондратьев, основываясь на анализе техники кладки, выдвинули версию, что Никольские ворота были построены в конце XIV века одновременно со Старо-Никольским собором, но не датировали церковь Воздвижения. Однако соображения Шарова-Делоне и Кондратьева, также считающих слишком ранней датировку 1460-ми годами и слишком поздней — датировку 1541 годом, фактически подтверждают версию Савина.
Кремль описывает итальянец Франческо да Колло, побывавший в Можайске в 1518 году. Сигизмунд Герберштейн, побывавший в Можайске в 1517 и в 1526 годах, в своей книге писал про деревянный кремль в Можайске.
К 1536 году относится самое раннее упоминание о Воздвиженской церкви.

### XVI — начало XVII века. Новая деревянная крепость
В 1541 году старая крепость отстраивается заново после сильного пожара. По преданию, приказ о строительстве новой крепости был отдан Иваном Грозным.
Память об этом событии сохранила надпись на стене Петропавловской церкви: «лета 7049-го делали паперть, да и город делали тогож лета пожгле я». Вероятный перевод — «В 1541 году делали паперть да и город делали, поскольку в том году их сожгли». Причины пожара неизвестны, археолог И. И. Кондратьев связывает это с бунтами и разбоями во время правления Елены Глинской и проведением первого этапа губной реформы. После того пожара от укреплений дерево-земельной крепости остались только лишь земляные валы, да обгоревшая белокаменная Никольская башня XV вв.
В писцовых книгах Можайского уезда 1596—1598 гг. содержится первая подробная роспись крепости:
Кремль имел форму неправильного шестиугольника в 269 саженей. Длина стен не считая башен была 336 саженей (592 метра). С севера он был окружён речкой Можайкой, искусственно поднятой плотиной, а с востока, запада и юга глубоким, частью естественным, местами рытым на 10 аршин глубины, рвом. Крепость соединялась с посадом в части торга с юго-восточной стороны деревянным «на взрубех» (то есть на деревянных сваях, засыпанных землёй) мостом, имевшим в длину 65-56 (примерно 120 метров), ширину 4 сажени и высоту 13 аршин.
В крепости имелось двое ворот: каменные Никольские с церковью Воздвижения с юга и деревянные Петровские с севера с крутым спуском, идущим по откосу вала параллельно стене, к реке Можайке и городским пристаням, что характерно для ряда ранних московских крепостей. Между воротами находилась главная улица крепости. На Никольской башне находилась вышка для часов с боем, к которым был приставлен часовщик. Кроме того, в крепости значились 4 башни: Наугольная от реки Можайки (последующая Косая наугольная), около часовни (Белая), против Торга (Красная) и Наугольная против Иоакимо-Анненского монастыря (Круглая наугольная). Деревянные стены и башни ко времени росписи пришли в упадок — «деревянная обмазанная глиною стена обвалилась, а кровля на городе сгнила».
Внутри крепости находились:
- Каменный собор Николая Чудотворца Можайского с приделом мученика Христова Георгия.
- Каменная церковь на Никольских воротах Воздвиженья креста с приделом Николы Чудотворца Можайского (здесь хранился резной образ Николы Можайского).
- Деревянная шатровая церковь Спаса Преображения (у Поганого озерка). Имела кладбище размером 52 на 10 сажени[9].
- Деревянная шатровая церковь Дмитрия Солунского (у Чистого озерка).
- Деревянная срубная церковь Похвалы Богородицы с приделом Михаила Архангела (местоположение неизвестно).
- Изба с клетью, где размещались губные старосты
- Изба с сенями городового приказчика и целовальников денежного сбора.
- Подворье никольского притча, состоящее из 2 изб с сенями никольского протопопа с братею, 4 срубов для соборных попов, 2 изб с сенями под богадельни с 12 проживающими там нищими и 2 изб с сенями для никольских сторожей.
- 2 тюрьмы в виде острогов, внутри которых 2 избы с сенями для тюремных сторожей.
- Подворье Лужецкого монастыря, состоящее из 2 изб с сенями и амбара.
- 7 государевых житниц (хлебные склады, «ветхи пусты»).

Остальное свободное пространство крепости занимали осадные дворы.
Вооружение крепости находилось в бедственном положении. Арсенал насчитывал 4 медных пушки на башнях (без станков и колёс), 10 пушек по стенам (пищали затинные, городовые «мушкеты»). Две пушки имели калибр 1 фунт (50 мм), а к ним 200 железных ядер, третья пушка калибром полфунта была снабжена 100 ядрами. Четвёртое, самое большое, орудие имело калибр 2,5 фунта и боезапас в 100 ядер. Городовые пушки имели калибр 1/8 фунта. Каждая из них была снабжена 100 железных ядер. Пороху в арсенале было 7,5 пудов («зелья пищального»). Такого вооружения могло хватить только для боевого расчёта Никольских ворот и двух башен.

### Начало XVII века. Белокаменная крепость
В 1603 году в Можайск приезжал Борис Годунов из Борисова городка с семейством. Видя обветшалую деревянную Можайскую крепость, он приказал начать строить белокаменную. В 1603—1605 гг. были возведены: каменные стены между Никольскими воротами, башней Кухней и деревянными Петровскими, сама башня Кухня, часть стены между Красной и Белой башнями, сама Белая башня и стена до Никольских ворот. Позднее все каменные башни и стены (кроме Никольской башни) были разрушены во время польской осады 1618 года.
В апреле 1606 года в Можайске вместе со своей свитой остановилась Марина Мнишек, ехавшая в Москву. В 1608 году войска Лжедмитрия 2 подошли к Можайску. Гарнизон крепости оказал им сопротивление, но поляки вынудили его сдаться. В записке одного польского ротмистра того же года описывается это событие:
Только в Можайске не хотели было принять его [самозванца] и заперлись в монастыре св. Николая. Но этот монастырь с Острогом стоял на небольшом холме и с соседнего холма [Брыкиной горы, прим. ав.] можно было видеть, что делается в крепости... Поляки с этого холма стали стрелять из пушек и скоро принудили осажденных сдаться.
Поскольку паломничество богомольцев в крепостные храмы было явлением заметным и частым, иностранцы иногда называли крепость монастырём святого Николая. В крепости же был назначен польский наместник — воевода Николай Вильчек. Интервенты грабили и разоряли население, горели дома и посевы. Поляками была увезена резная икона Николы Можайского.
В 1610 году царь Василий Шуйский со своим войском подошёл к Можайску и тайно послал Вильчеку сдать город за 100 рублей. Тушинцы и интервенты покинули его, но 25 июня войска короля Сигизмунда 3 заняли Можайск.
В 1613 году Можайск был освобождён. В это время князь Сулешов получает казну и уходит в Москву, оставляя в Дорогобуже, Вязьме и Можайске воевод и ратных людей «сколько пригоже» и наполняет города хлебными запасами «устроив осады совсем, чтоб в них сидеть бесстрашно». Дальновидность и целесообразность этого распоряжения расскроется в 1617—1618 годах.
В ноябре 1617 года из Москвы к Можайску тайно подошли полки воеводы Лыкова. В декабре того же года польский королевич Владислав, организовавший поход на Москву, пытался внезапно овладеть Можайском, но неудачно. Воеводы крепости Федор Бутурлин и Данила Леонтьев знали о движении неприятеля и были готовы его встретить.
Попытка Владислава внезапно взять город в январе 1618 года не имела успеха — он был вынужден отвести войска к Вязьме. В июне 1618 года королевич вновь осаждал Можайск, но город взять не смог и решил оставить его в тылу. Можайское сражение происходило именно тут. Во время осады были взорваны лобовые каменные части крепости — угловая каменная башня от моста и торга (на их фундаменте позднее были выстроены башни Кухня и Белая) и пороховая палатка у алтаря крепостной Воздвиженской церкви.
По Деулинскому перемирию Можайску была возвращена икона Николая Можайского.

### XVII — начало XIX века. Кирпичный кремль
После потери Смоленска Можайск стал приграничным городом. Было решено возвести на месте старинной деревянной крепости новый каменный кремль. Первоначально проект Можайской крепости заказали англичанину Джону Талеру (Ивану Толеру, как он назван в русских документах тех лет), однако он исполнил проект, не принимая во внимание особенности рельефа местности.
Зодчий Иван Васильевич Измайлов отметил слабости проекта в письме царю: «Я, холоп ваш, сколько знал и тому мастеру рассказал, что так по ево чертежу тот вал делать не пристроит, казне б вашей государской убыток был великой, а в городе б тем валом защиты не было, лишь бы в нём тесноты прибыло, и то б озерко, что в том городе Можайску ныне вычищено, засыпалось». Дальше Измайлов сообщал о согласии Талера с его замечаниями: «Тот мастер Иван, со мной, холопом вашим, рассматривал вместе по моему слову, и, рассмотря, он, мастер, что тот чертеж его не пристоит, начертил его без хитрости, а делать-де по нем того валу не пристоит».
В дальнейшем строительство велось под руководством Ивана Измайлова. Вместе с ним работали зодчие Бажен Огурцов (автор Теремного дворца в Московском кремле), Михаил Ушаков (умерший во время работ и похороненный в Можайске), а также известный ярославский мастер Федор Возоулин.
С 1624 по 1626 год русские мастера возвели в городе мощный кремль по образу московского Китай-города. В крепость вели двое проезжих ворот — Никольские и Петровские. На Никольских была надвратная церковь. Уже существовавшие Никольские ворота строители включили в новое сооружение. Стена, шириной от 2 до 4 метров, имела подошвенный, средний и верхний бои, а также башни. Башня Кухня была названа так потому, что рядом с ней располагалась мукомольня и другие хозяйственные строения. В северо-западном углу кремля стояла Косая наугольная башня, далее шли Петровские ворота, полубашенье Сурино Колено, Глухая и Красная башни, и наконец Белая башня, построенная ещё при Борисе Годунове. Высота башен колебалась от 10 до 20 метров. На крыше башен были тесовые шатры. Кремль был побелён известью и издалека казался полностью белокаменным, хотя его сложили частично из кирпича, а частично из камня, который добывали на берегу Москвы-реки близ станции Тучково. Под стенами около Белой башни были сделаны «подлазы» — тайные ходы. Ходы были выложены белым камнем и закрывались железными воротами размером 0,7 х 1,6 метра. Около Поганого озера располагались бани и под откосом у башни Кухни — хлебопекарни, здесь же находились жилища гарнизона.
Можайская крепость заменила находившуюся в руках поляков Смоленскую крепость.
В 1632 году воеводой крепости был назначен знаменитый Дмитрий Пожарский. Внутри находился сильный гарнизон, хранились запасы оружия и пороха. В 1683-1685 годах была перестроена Никольская башня с надвратным Никольским храмом по приказу патриарха Иоакима.

### Запустение крепости
В 1686 году был заключён вечный мир с Польшей и крепость начала постепенно приходить в упадок. Трескались и разрушались её стены. Никому не нужный, запущенный кремль привлекал лишь местных жителей (кирпичом и белым камнем), да путешественников своим необычным видом.
В 1704 году воевода Ларионов описал безрадостную картину. Крепость к тому времени лишилась кровли, Косая и Петровская башни «расселась надвое» с вершины до подошвы, полубашню Сурино Колено «вихрем выломало», вместо неё «поставлен сруб и тот сруб сгнил», труба для водяного сходу у Петровских ворот засорилась. Двери у подлазов вывалились, кирпич из стены местами осыпался, вода в Чистом озере испортилась, вокруг стен крепости осыпи, артиллерия слаба, а порох отсырел, Поганое озеро высохло, деревянный мост до посада сгнил и обвалился.
Огромный пожар 1748 года, разразившийся в Можайске, лишь дополнил страшную картину разрушения. В 1775 году Петровские ворота были закрыты за ветхостью. В те годы Можайск посетил известный историк Герхард Миллер: «В городе расположена каменная крепость, стоящая на некотором возвышении, и в которой ничего, кроме церкви и воеводской канцелярии, не находится».
В 1779 году начинается капитальная перестройка Никольского на крепостных воротах собора. Причиной тому являлись трещины в соборе и ветхость старого моста. Но вскоре, из-за хищения церковных сумм, постройка была временно приостановлена.
В мае 1782 года вышел правительственный указ о разрешении разобрать крепостные стены в Коломне, Серпухове и Можайске «по крайней их ветхости», поскольку падающие камни угрожали людям.
Московский губернатор Аршеневский в рапорте 22 мая 1802 года писал:
Что же касается до перенесения моста на другое место, то сие весьма нужно, ибо и прежде предполагал я, миновав церковь, сделать в стене проезд в крепость, поелику ворота ныне под самою церковью и от сотрясения, причиняемого проезжающими, часто вред всему зданию оной делают... поелику он (древний мост) стоит теперь на косогоре, делая тем и для собора большой вред, отчего и показались в некоторых местах на оном трещины
В 1802 году была начата разборка Можайского кремля. А поскольку камень и кирпич рекомендовалось использовать на ремонт старых храмов, было решено перестроить старый надвратный собор (Ново-Никольский собор). Через несколько лет, к 1803—1805 гг., интереснейшее сооружение русского зодчества исчезло с лица земли. О нём напоминал лишь можайский герб, принятый в 1781 году.

### XIX век
Для строительства Нового Никольского собора были использованы крепостные Никольские ворота и надвратная церковь. Собор было решено строить в стиле неоготики. Возвдиженский придел был до основания разобран и заново отстроен (шире на 3 сажени) — в честь иконы Божией Матери Всех Скорбящих Радости. Ворота крепости заделаны с обеих сторон кирпичной кладкой. Колокольня разобрана, как и старое пятиглавие (до перестройки церковь была копией Рождественского собора в Лужецком монастыре), а вместо была сооружена ротонда-купол с четырьмя «мавританскими» башенками по углам. С запада пристроили новую многоярусную колокольню с высоким шпилем. Снаружи собор был обложен в 2,5 кирпича. Строительство собора продолжалось с 1802 по 1814 год.
Война 1812 года нанесла большой ущерб недостроенному собору. Французы сожгли иконостасы, от пожара упали и повредились колокола. Однако икона Николы Можайского и богатая утварь, спрятанная в подвалах, уцелела. К 1814 году была достроена колокольня, наверху были устроены часы с боем. В 1829 году ротонды была устроена церковь Спаса Нерукотворного.
В 1844 году рухнул белокаменный собор XIV века — одно из самых древних каменных строений Можайска. В 1846—1852 годах на его месте был отстроен новый собор в честь Петра и Павла, повторявший черты старого и включивший в себя часть фундамента. Примерно в это время появляется здание церковно-приходской школы, которое находилось справа от собора, между Петропавловским храмом и мостом.

### Советское время
В апреле-мае 1922 года из собора были изъяты драгоценности, включая ризу и митру с иконы Николы Можайского. Н. И. Власьев в своих тетрадях подробно описывает ризу и делает пометку «ныне цела, и по словам А. П. Хотулева и Н. П. Виноградова хранится в Кремле в Оружейной палате».
В 1932 году была демонтирована чугунная ограда у склона холма, которую можно увидеть на фотографиях Прокудина-Горского 1911 года.
В 1933 году собор был закрыт, резная икона Николы Можайского увезена в Третьяковскую галерею, где и хранится по сей день. Во время немецкой оккупации в 1941 году на территории кремля был организован лагерь для военнопленных. В то же время в ходе боевых действий 1941—1942 годов была разрушена ротонда Никольского собора над центральной частью. Вероятно в это же время сгорело здание церковно-приходской школы.
25 января 1942 года на западной оконечности Соборной горы была устроена братская могила советских воинов. В 1956 году на могилу был поставлен монумент из искусственного мрамора. Позднее на постамент была установлена скульптура 2 солдат, которая ранее стояла на Чертановской высоте. 5 августа 1960 года в эту могилу были перезахоронены воины с Петровского и городского кладбища. Всего здесь захоронено 1393 человека, 35 из них известны.
В 1960-х годах была проведена реставрация Никольского собора. Ротонда восстановлена не была, так же не были восстановлены повреждённые часы — их механизм хранится в запасниках Бородинского музея. После реставрации внутри собора была открыта трикотажная фабрика.

После войны на территории кремля был открыт Парк Культуры и Отдыха. В Привратной часовне был устроен шахматный клуб, её шпиль был утрачен за ветхостью в конце 40-х годов. На месте высохшего Поганого озерца была устроена сцена с танцплощадкой и трибунами. Особенность рельефа в этом месте создавала эффект амфитеатра. Между земляным валом и Петропавловской церковью были установлены качели и карусели. Появился общественный туалет.
В 1980-х годах собор был передан в управление Бородинскому музею. В 90-х годах была разрушена сцена с трибунами, были убраны карусели и был ликвидирован ПКиО. В 1994 году в Никольском соборе возобновились богослужения.

### Современность
В начале 2010-х годов началась реализация проекта по созданию макета каменного Можайского кремля XVII века. Инициатором является настоятель собора отец Даниил, исполнителем же стал староста храма Василий Михайлович Голиков, который выточил макеты всех башен Кремля, крепостных стен и Никольского собора. Макет расположился справа от церкви Петра и Павла. В 2014 году на месте установки был выложен рельеф, повторяющий изгибы Соборной горы; также на макете представлены два озера — Чистое и Грязное. Весной 2015 года начались работы по монтажу крепости и башен.
В данный момент на территории кремля расположена трапезная (сгорела 16 декабря 2013 г., теперь расположена в другом здании), дом священников. Внутри Никольского собора есть церковная библиотека и церковная лавка. В библиотеке проводятся занятия воскресной школы. При храме есть благотворительная столовая. Также на 1 этаже собора (в подклете) находится церковно-археологический музей. В нём можно увидеть находки, найденные на территории кремля, включая военные предметы обмундирования времён 1941—1945, находки из прошлых веков, церковную утварь и кресты. На стендах музея можно увидеть фронтовые письма, старые фотографии, карту ПКиО 1970-80-х годов и многое другое.

## Ансамбль кремля

### Сохранившиеся объекты

#### Никольский собор
Построен в 1802—1814 годах. Включил в себя Никольскую башню кремля, 11 метров крепостной стены и старый Никольский собор 1683—1685 годов постройки. Автором проекта был московский архитектор Алексей Никитич Бакарев, ученик М. Ф. Казакова. В 1933 году собор был закрыт. Пострадал во время боёв 1941—1942 годов. Восстановлен без купольной ротонды. После реставрации в 1960-х в нём разместилась трикотажная фабрика, и лишь в 1980-х годах его вместе с прочими зданиями на кремлёвском холме передали в ведение Государственного Бородинского военно-исторического музея. С 1994 года в соборе возобновились богослужения.

#### Петропавловский собор
Изначально на месте современного собора находился древний белокаменный городской собор XIV—XV века. До 1814 года назывался Никольским (Нижним или Старым). Ещё в конце XVII века сильно обветшал, но был укреплён металлом. Пожар 1812 года повредил метталические стяжки, и к 1830 году собор опять требовал срочного ремонта. По причине административных проволочек к ремонту собора смогли приступить лишь спустя 14 лет, в 1844 году. В этом же году рухнул. На его месте был построен новый храм, повторивший очертания старого. Строительство велось в 1849—1852 годах. Закрыт в 1930 году. С 1960-х — городской музей. Храм в настоящее время закрыт, иногда проводятся отпевания усопших. В 2012-м году был установлен новый купол, заново расписаны стены.

#### Прочие объекты
| Фото | Название                                | Дата постройки | Описание |
| ---- | --------------------------------------- | -------------- | --- |
|      | Кремлёвский каменный мост               | 1802           | Новый каменный мост в крепость был создан взамен старого ветхого. Материал, из которого он построен был добыт из стен и башен кремля. Памятник федерального значения. Находится в аварийном состоянии. 22 мая 2016 г. обвалилась часть моста (каменное ограждение, то что видно на снимке). |
|      | Кремлёвская часовня                     | 1912—1913      | По легенде, убитых после Бородинского сражения не успевали заносить на высокий холм к Никольскому собору для отпевания. Поэтому священники спустились вниз и отпевали там. В память этого события на том месте была открыта часовня. Часовня пережила ВОВ, но сильно обветшала в 60-80 годах. Была отремонтирована в 1990-х. Памятник федерального значения. |
|      | Привратная часовня и Кремлёвские ворота | Нач. XIX в.    | Ворота и часовня были построены из кирпичей кремля. Памятник федерального значения. Главка часовни была утрачена в послевоенные годы, а сам купол — в 90-х гг. В настоящий момент внутри расположена ремесленная мастерская. Кремлёвские ворота же используются по прямому назначению — в 22 часа огромные двери запираются и открываются только в 6 утра. |
|      | Надкладезная часовня                    | 2004-2007      | До революции на Чистом озере находилась деревянная купель с часовней, утраченная к 20-м гг XX века. В середине 2000-х годов была построена новая часовня-купель. Однако находится она не на самом озере, а на возвышении над ним. |
|      | Братская могила                         | 1942—1943      | Братская могила советских воинов, погибших в боях за Можайск. Всего здесь захоронено 1393 человека, 35 из них известны |
|      | Земляной оборонительный вал             | XIV век        | Крепостной вал объединяет оба холма в единую фортификационную систему длиной 630 метров и площадью почти 5 гектаров. В некоторых местах вал играет роль своеобразной дамбы, формирующей Чистое и Грязное озёрца. Если не учитывать естественное осыпание, земляная фортификация прекрасно сохранилась почти по всему периметру городища, кроме южной бровки холма, где ныне стоит Ново-Никольский собор. Самый высокий участок вала находится с восточной стороны горы. |
|      | Чистое озеро                            | -              | Родниковое озеро, известное ещё с XVI—XVII веков, служило резервным запасом воды на случай осады крепости. Оно расположено на высоте 17 метров над уровнем реки Можайки. При строительстве крепости родник отгородили земляным валом и в результате образовалось озеро. До революции на озере находилась купель с часовней. В 2000-х годах озеро облагородили. |

### Утраченные постройки

#### Башни кремля
| Иллюстрация | Название               | Год постройки | История | Сохранилось                                                                             |
| ----------- | ---------------------- | ------------- | --- | --------------------------------------------------------------------------------------- |
|             | Никольская башня       | 1470          | Являлась городскими воротами с надвратным храмом. Выступали перед городской стены на 8,8 метров. Башня представляла собой прямоугольник размером 3,75 на 9,25 метров. В 1683—1685 годах была перестроена вместе с храмом. В 1802—1812 годах встроена в Ново-Никольский собор, а ворота закрыты с обеих сторон.                                                                                                   | Башня с городским собором и 11 метрами крепостной стены внутри Ново-Никольского собора. |
|             | Башня Кухня            | 1603—1605     | Белокаменная башня была повреждена во время смуты и заново надстроена в 1624—1626 годах. Представляла собой квадрат 7,5 на 7,5 метров. Высота — 15 метров. Была названа так потому, что рядом с ней располагалась мукомольня и другие хозяйственные строения. Имела 3 яруса. Разобрана в 1802 году. |                                                                                         |
|             | Косая Наугольная башня | 1624—1626     | В 1541 башня была деревянная. Новая имела высоту 14,6 метров без цоколя, а с цоколем и шатром 24 метра. Ширина — 9,5 метров. Имела 3 яруса. К 1704 расселась с вершины до подошвы. Разобрана в 1802 году. | Фрагменты башни и её фундамента. Частично фундамент крепостной стены.                   |
|             | Петровская башня       | 1624—1626     | В 1541 башня была деревянная. Включала в себя Петровские ворота, которые были сделаны «по-китайски», по примеру Варварских ворот. Выступали из стены на 10,77 метров. Высота башни — 19 метров, размеры — 14,15 на 13,87 метров. Въезд располагался в смежных стенах — южной и западной. Имела 4 яруса. К 1704 году расселась с вершины до подошвы. Была закрыта за ветхостью в 1775 году. Разобрана в 1802 году | Первый цокольный этаж, состоящий из рядов камня.                                        |
|             | Башня Сурино Колено    | 1624—1626     | Возможно название связано с Суринской слободой и поздним селом Новосурино. Над крепостной стеной башня не выступала. К 1704 году башню «вихрем выломало», вместо неё был поставлен сруб и тот сруб сгнил. Вероятно башня окончательно сгорела во время можайского пожара 1748 года. | -                                                                                       |
|             | Круглая Глухая башня   | 1624—1626     | В 1541 башня была деревянная. Разобрана в 1802 году | Белокаменный фундамент, торчащий со склона горы и фундамент крепостной стены.           |
|             | Красная башня          | 1624—1626     | В 1541 башня была деревянная. Восьмигранная башня. Разобрана в 1802 году | Фрагменты белокаменного фундамента.                                                     |
|             | Белая башня            | 1603—1605     | Белокаменная башня была повреждена во время смуты и заново построена в 1624—1626 годах. Разобрана в 1802 году. | -                                                                                       |

## Наместники и воеводы крепости
| Год       | Имя                                                          | Комментарий         |
| --------- | ------------------------------------------------------------ | ------------------- |
| 1432—1446 | Василий Иванович Замыцкий-Чешиха                             |                     |
| 1490—1492 | Семён Иванович Воронцов                                      |                     |
| 1492—1493 | Александр Васильевич Оболенский                              |                     |
| 1493 — ?  | Андрей Федорович Челяднин                                    |                     |
| 1608—1610 | Николай Вильчек                                              | Поляк               |
| 1610—1613 | Николай Струсь                                               | Поляк               |
| 1613      | Нащокин                                                      |                     |
| 1614      | Отрепьев Смирной Елизарович                                  |                     |
| 1614      | Замыцкий Иван Андреевич                                      |                     |
| 1616      | Шеховский Семён Данилович                                    |                     |
| 1617      | Федор Бутурлин, Данила Леонтьев, Волуев Григорий             |                     |
| 1617—1618 | Борис Михайлович Лыков-Оболенский                            | Князь               |
| 1618      | Федор Волынский                                              |                     |
| 1623—1625 | Игнатьев Федор Иванович                                      |                     |
| 1625—1627 | Загряжский Петр Алексеевич                                   | Стольник            |
| 1627—1634 | Князь Дмитрий Пожарский                                      | Князь               |
| 1634      | Осип Иванович Щербатов                                       | Князь               |
| 1635      | Волконский Петр Андреевич                                    | Князь               |
| 1636      | Вяземский Иван Семёнович                                     | Князь               |
| 1641      | Козловский Афанасий Григорьевич                              | Князь               |
| 1642      | Иван Тимофеевич Вадбольский                                  | Князь               |
| 1646—1647 | Загряжский Дмитрий Иванович                                  |                     |
| 1648—1649 | Мещерский Богдан Матвеевич                                   | Князь               |
| 1650—1652 | Загряжский Алексей Владимирович                              |                     |
| 1652—1654 | Шаховской Яков Дементьевич                                   | Князь               |
| 1654—1657 | Изъединов Борис Якимович                                     |                     |
| 1658—1662 | Воейков Никита Савинович                                     |                     |
| 1662—1663 | Асекин Елисей Андреевич                                      |                     |
| 1664      | Ушаков Иван Гаврилович                                       |                     |
| 1665—1671 | Воейков Никита Савинович                                     |                     |
| 1672      | Аксаков Иван Александрович                                   |                     |
| 1675—1677 | Кузовлев Иван Агеевич                                        |                     |
| 1678—1681 | Шахматов Петр Иванович                                       | Стольник, князь     |
| 1681—1683 | Челищев Евстрат Федорович                                    |                     |
| 1683—1685 | Зеленой Никифор Сергеевич                                    |                     |
| 1685—1686 | Чернышёв Ерофей Богданович                                   |                     |
| 1687—1688 | Шахматов Петр Иванович                                       | Князь               |
| 1689—1690 | Греков Семён Григорьевич, Савёлов Петр Тимофеевич (стольник) |                     |
| 1691—1692 | Дурново Павел Петрович                                       |                     |
| 1693—1696 | Евлашев Гавриил Агеевич                                      |                     |
| 1697—1699 | Бологовский Петр Васильевич                                  | Стольник            |
| 1700      | Коробов Петр Васильевич                                      | Стольник            |
| 1702—1703 | Савёлов Петр Тимофеевич                                      | Стольник            |
| 1704—1706 | Ларионов Петр Прокофьевич                                    | Стольник            |
| 1708      | Шишков Ларион Иванович                                       | Стольник            |
| 1709—1710 | Дохтуров Данила Петрович                                     |                     |
| 1748—1750 | Воинов Михаил                                                | Титулярный советник |
| 1750      | Извеков Михаил                                               | Коллежский асессор  |
| 1758      | Толубеев Николай                                             |                     |
| 1775      | Ступишин Алексей                                             | Коллежский советник |
| 1778      | Жохов Василий Алексеевич                                     | Майор               |
| 1780—1781 | Ступишин Алексей, Жохов Василий Алексеевич                   |                     |

## Соборная гора
Известные названия холма, на котором расположен кремль — Никольская гора, Соборная гора, Кремлёвский холм. В народе бытует название «Николка», «на Николке». С виду треугольный холм, охваченный кольцом оборонительного вала, кажется изначально единым. Однако современная поверхность Никольской горы сформирована отложениями культурного слоя, который в некоторых местах достигает 10 метров. Вполне правильным будет утверждение, что холм по большей части насыпной. Если «убрать» весь культурный слой, то в исходном рельефе холм кремля распадается на два холма, которые различаются своей высотой на 6 метров. Размеры холмов тоже разные — северо-западный имеет размер 50х100 метров, а юго-восточный 100х160 метров. Северо-западный склон сильно изрезан балками. Река Можайка постепенно пропилила моренный вал, отделявший её от обводнённой области к югу. Перехваченная Можайкой вода устремилась по руслу реки и начала подмывать берега. Это создало условия для гигантского оползня, который и образовал «двойную» Никольскую гору 8-9 тысяч лет назад.
В бронзовом веке были освоены не только прибрежные части рек и озёр, но и высокие бровки долин, отдельные холмы и мысы. Высокий останцовый Никольский холм в эпоху бронзы был ещё более заметной доминантной, поэтому весьма велика вероятность обнаружения здесь артефактов того времени. В Можайском районе имеется довольно много находок каменных топоров, часто отмечающих места фатьяновских могильников (3 — 2 тыс. до н. э.). Среди них два таких топора были найдены на территории города Можайска, на Власьевой горе и у здания ОВД. Среди находок этой эпохи в городе на берегу реки Можайки была обнаружена мотыжка из лосиного рога, обнаруженная археологами в 2005 году.
Археологическими раскопками на территории кремля были выявлены слои и находки дьяковской культуры (VII в. до н. э. — V в. н. э.) и раннего железа. Вероятно в районе Петропавловского и Ново-Никольского собора также может быть открыто поселение раннего железного века.
Напротив Никольской горы, на Брыкиной горе, в 2006 году были обнаружены находки финно-угорских племён IX—X веков, что позволяет искать в этом месте дославянский могильник и поселение.
В настоящий момент Кремлёвский холм представляет собой городище, взятое на государственную охрану как археологический памятник «Городище Можайское». Предметом охраны является полностью весь холм с напластованиями культурного слоя.

### Оползни
14 апреля 2013 года в 10 часов утра в непосредственной близости от Ново-Никольского собора сошёл оползень, размером 40х30 метров. Оползень засыпал 2 гаража, раздавил автомобиль. С собора выпали обломки декора и несколько кирпичей. В 10:59 в городскую администрацию поступило первое сообщение о происшествии. Одной семье было предложено место в резервном жилом фонде, всего 12 человек вынужденно покинули свои жилища. В ближайших домах был отключён газ. СМИ сообщали о том, что расстояние от кромки оползня до собора составляет 17-10 метров, но на самом деле оно составляло 8-4 метра.
Министерство культуры РФ на проектировку и сами работы выделило более 100 млн рублей.
В январе 2014 работы были начаты. В феврале было проведено бурение скважин.
В марте 2014 года начались масштабные работы — была огорожена территория, начато укрепление склона. 7 ноября 2014 года все работы были завершены. Наверху была устроена смотровая площадка.
- 13 апреля 2013
- 14 апреля 2013
- 16 марта 2014
- 16 марта 2014
- 21 апреля 2014
- 2 июня 2014
- 6 августа 2014
- 8 декабря 2014
- 8 декабря 2014

## Археологические исследования
Первые раскопки на Соборной горе были проведены в 1981 году. Были продолжены в 2005 году. Среди найденного археологами на Соборной горе:
- Корчага киевского типа X-XII века. В таких корчагах перевозили с юга Руси елей или иные жидкости, чаще для отправления церковных обрядов. Находка позволяет датировать постройку первой православной церкви на территории кремля.
- Кожаная обувь городского жителя Можайска, XIII век. Обувь была снята с ног погребённых под земляным валом на кладбище XII—XIII века.
- Кремнёвое орудие, предположительно скребок, 4000-3000 г. до н.э. Неясно как орудие каменного века попало в средневековые слои.
- Шахматная костяная фигурка (ферзь). Была найдена в древних слоях. Наличие шахматной фигурки указывает на высокий социальный статус хозяев кремля.
- Железное кресало XII века.
- 2 Грузика дьковского типа, 2000 лет тому назад.
- Фрагмент литого серебряного браслета XII—XIII века, скань.
- Кварцевая бусина XII—XIII века.
- Горсти зерна XIII—XIV века. Обгорели во время пожара.
- Костяной гребень с циркулярным орнаментом.
- Керамическая игрушка-свистулька, XVI—XVII вв.
- Фрагмент кожаных ножен, взяты из слоёв XII века.
- Икона-мощевик, XVI век. Икона из кости, оклад из бронзы.

## Кремль в геральдике
Первый герб Можайска был утверждён 20 декабря 1781 года. На гербе была изображена «каменная стена о шести башнях, которая в самом деле и ныне существует». Если вспомнить, что Петровская башня была закрыта за ветхостью в 1775 году, а Сурино-Колено сгорела в 1748 году, то от Кремля действительно остаётся 6 башен, если под въездной аркой подразумевать Никольскую башню.
16 марта 1883 года был утверждён новый герб. Несмотря на то, что Можайского кремля больше не существовало, герб сохранил 6 башен и въездные ворота.
18 сентября 1979 года Можайский горсовет утвердил новый вариант герба, теперь башен 7.
2 марта 1999 года Советом депутатов Можайского района был утверждён герб Можайского района. Количество башен — 6.

16 января 2007 года Советом депутатов ГП Можайск был принят новый герб города.
- Герб 1781 года
- Герб 1883 года
- Герб 1979 года на значке
- Герб района
- Герб города

## Кремль в фильмах
- Война и мир (1967)
- Журавушка (1968)
- Ключи от счастья (2008)
- Сестра моя, Любовь (2014)

## Легенды и мифы
Легенда о бездонном озере.
Впервые эта легенда в письменном виде встречается у краеведа Николая Власьева. На Соборной горе существует старое родниковое озеро. Помимо типичных легенд о чудодейственной и волшебной воде, была такая легенда: на середине озера дна нет, а есть некое «окно», взглянув в которое, можно было увидеть из глубины просмолённые доски старинных кораблей.
В древности через Можайск проходил волок, и река Можайка имела такую глубину, что по ней спокойно плавали ладьи с грузами. В 2004 году археологическая экспедиция вела раскопки на территории кремля. В числе прочего, они слили воду из озера (за долгие годы озеро заилилось) и стали бурить глубокие скважины в иловых отложениях. Дна они так и не достигли, поэтому легенда осталась не опровергнутой.
Насчёт просмоленных досок есть одна гипотеза. В 1624—1626 гг. внутри крепости существовало «озерко чистое, обрубленное дубовым лесом и огороженное 2 стенами… …осадный колодезь глубиной 8 2/3 саженей…». Скорей всего именно эти бревенчатые части осадного колодца и всплывали из глубин озера, а люди принимали их за запчасти древних кораблей.
Легенда о подземных ходах

Существует легенда, что из Ново-Никольского собора есть подземный ход, идущий в сторону Лужецкого собора. Говорят также и о других ходах, соединявших когда-то многочисленные можайские церкви. 